# فیلسوف‌نماها
فیلسوف‌نماها کتابی از ناصر مکارم شیرازی است. این کتاب در سال ۱۳۳۳ برندهٔ جایزه کتاب سال سلطنتی شد.